# Păulești, Vrancea
Păulești este satul de reședință al comunei cu același nume din județul Vrancea, Moldova, România.

## Etimologie
Păulești face parte din categoria oiconimelor formate prin derivare cu sufixul colectiv -ești de la antroponimul Paul, variantă catolică pentru Pavel sau Pavăl. Existența toponimului vrâncean trebuie pusă în legătură cu a altor localități cu numele Păulești din vestul Transilvaniei, unde catolicismul are o influență mai mare și poate fi explicată prin înființarea Episcopatului catolic cuman Milcovia, distrus de invazia tătarilor în 1234.

## Istoric
Păulești este prima comună atestată în Vrancea printr-un document de la 1507, când voievodul Bogdan „dăruiește slugilor sale Trifan și Ioan Ractov, seliștea Păulești din Vrancea”. 

## Monumente istorice
- Biserica de lemn din Păulești

## Personalități
- Leopoldina Bălănuță, actriță română

## Imagini

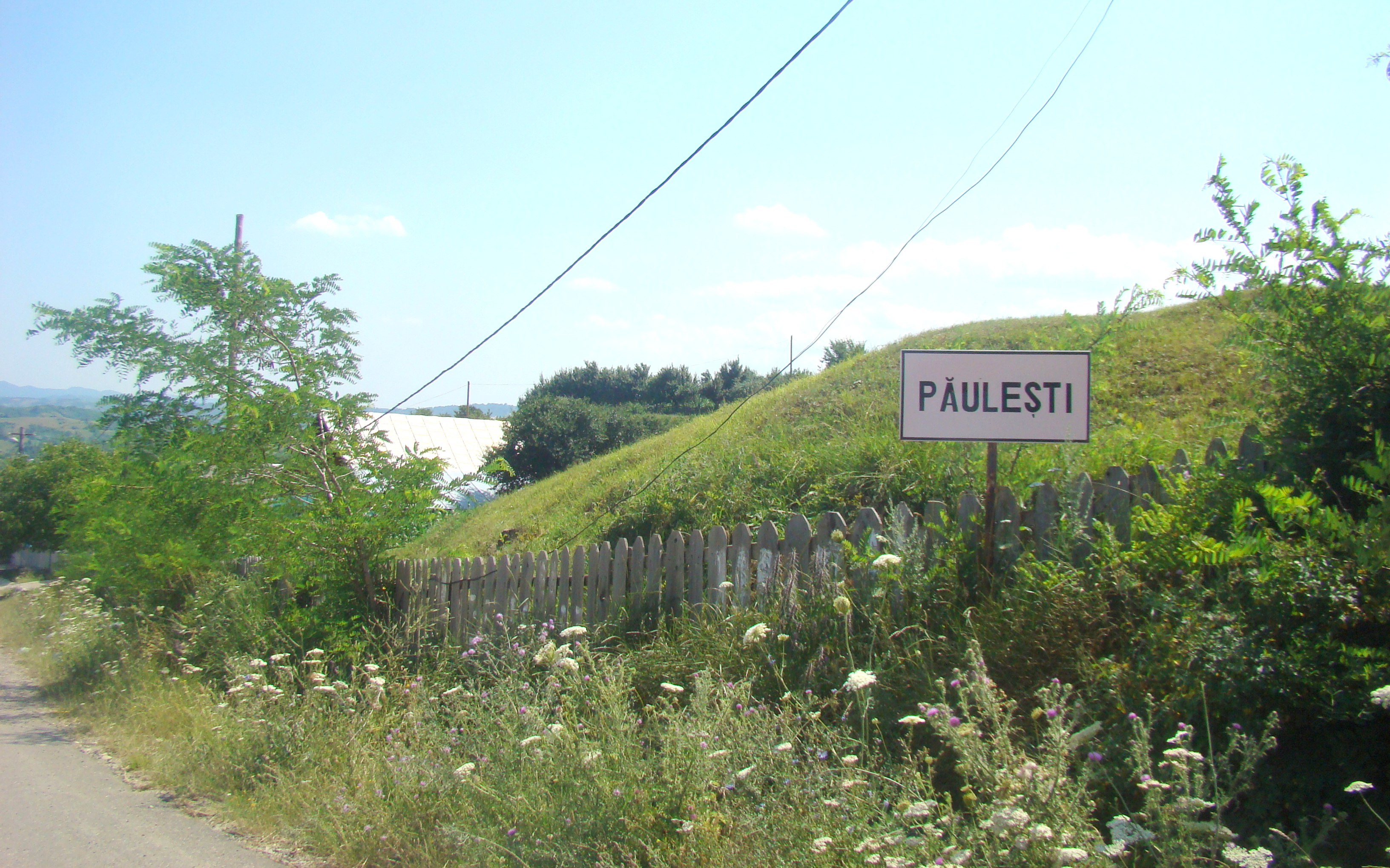
Intrarea în localitate
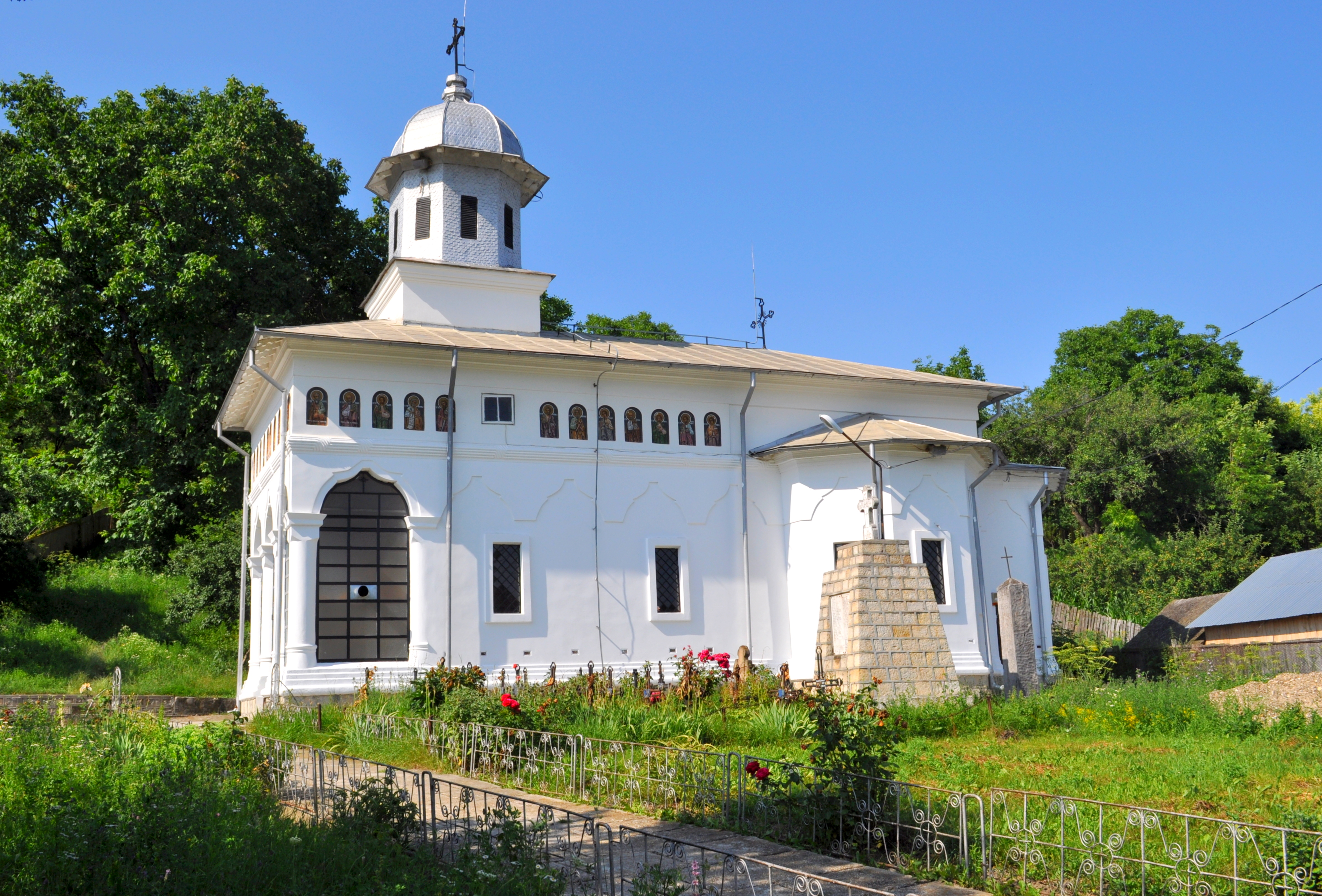
Biserica Sfinții Voievozi
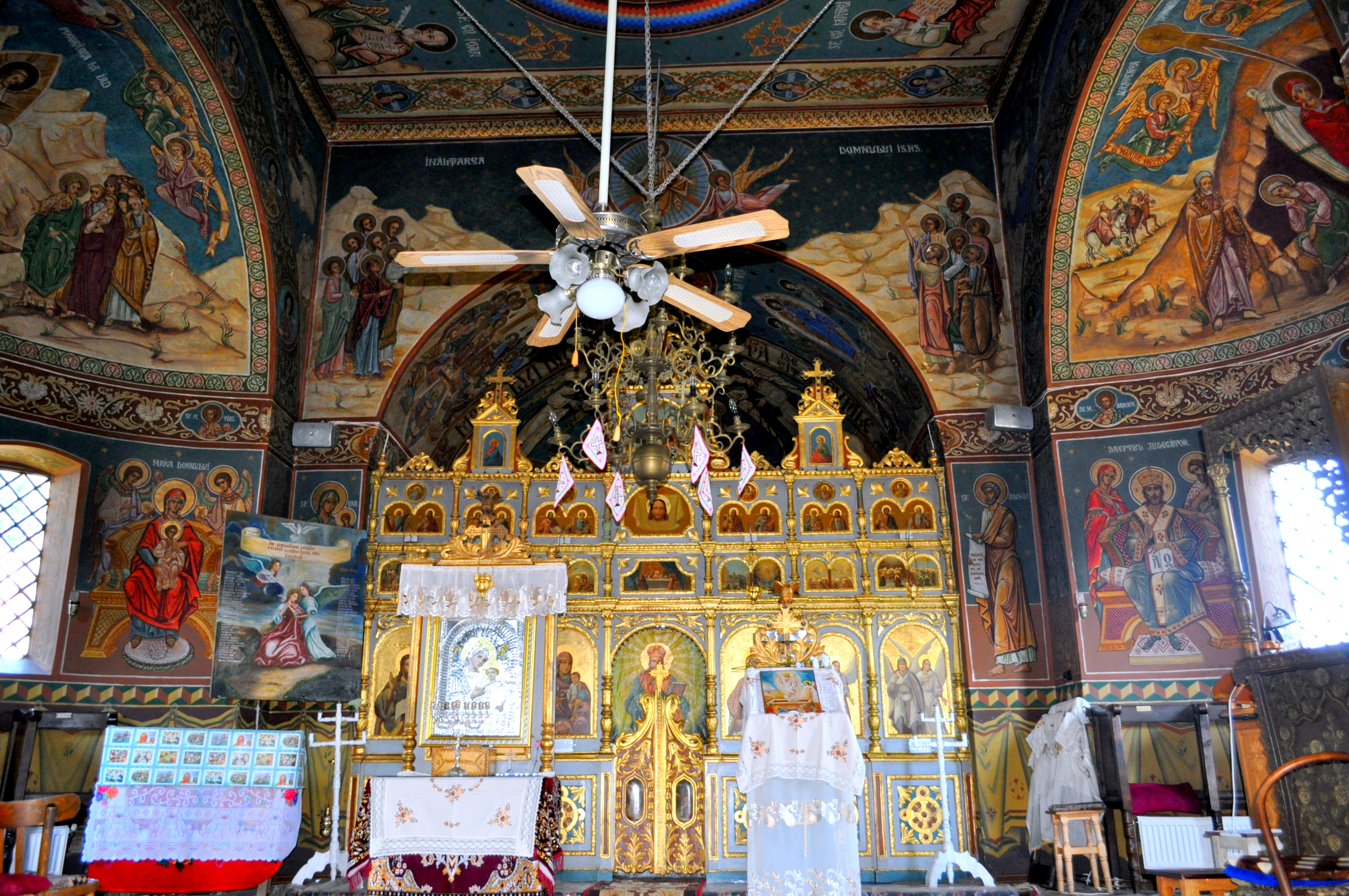
Biserica Sfinții Voievozi
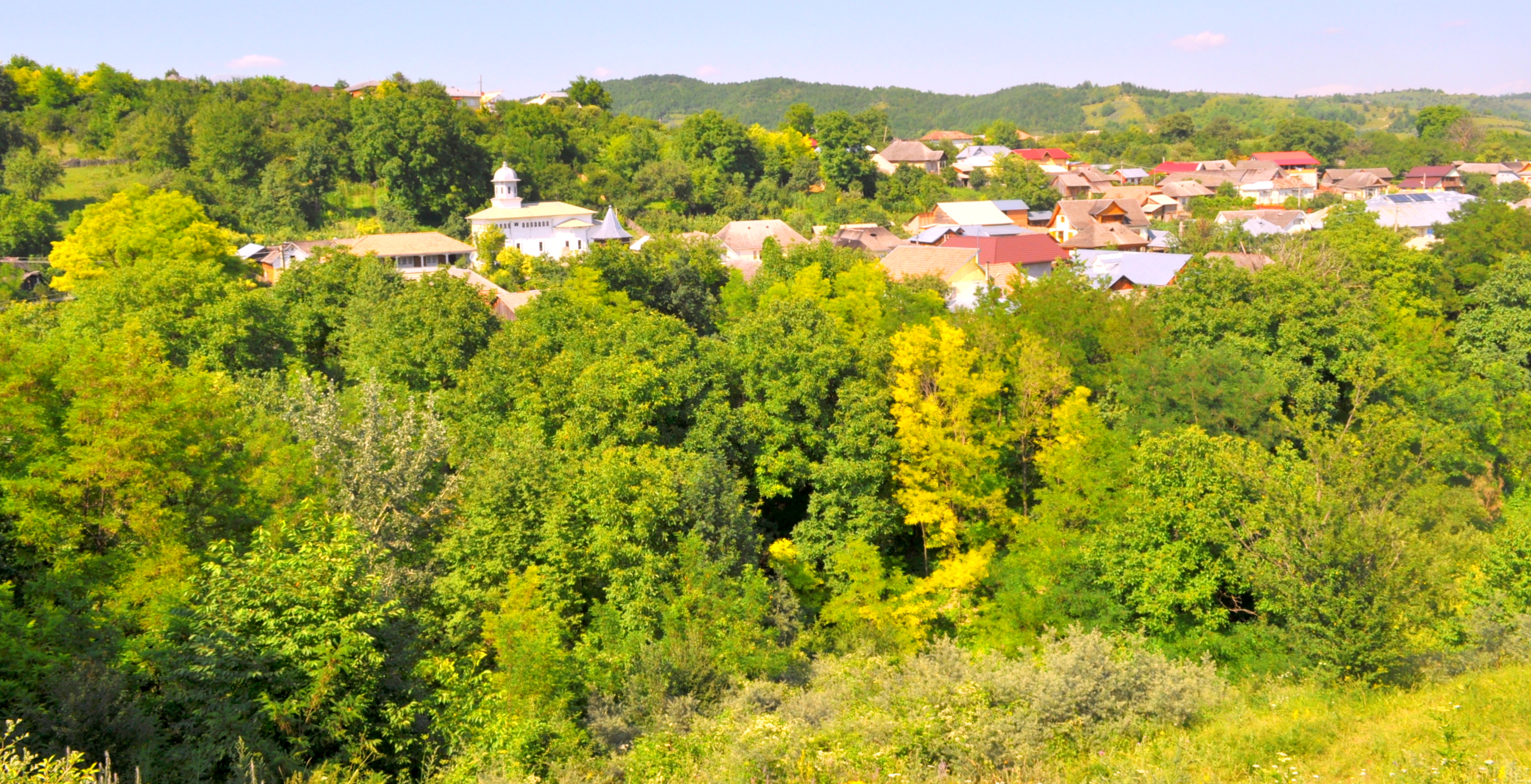
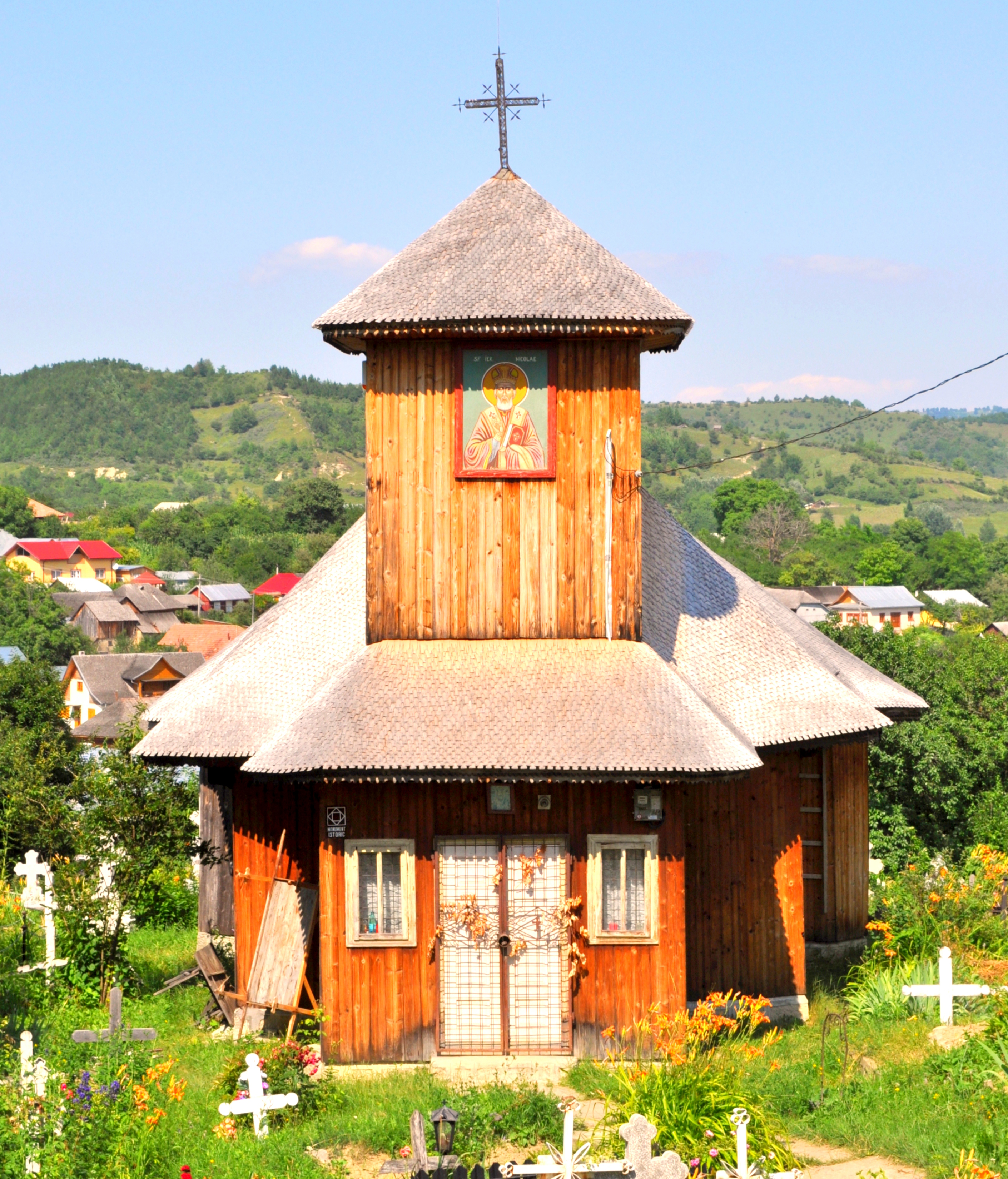
Biserica de lemn
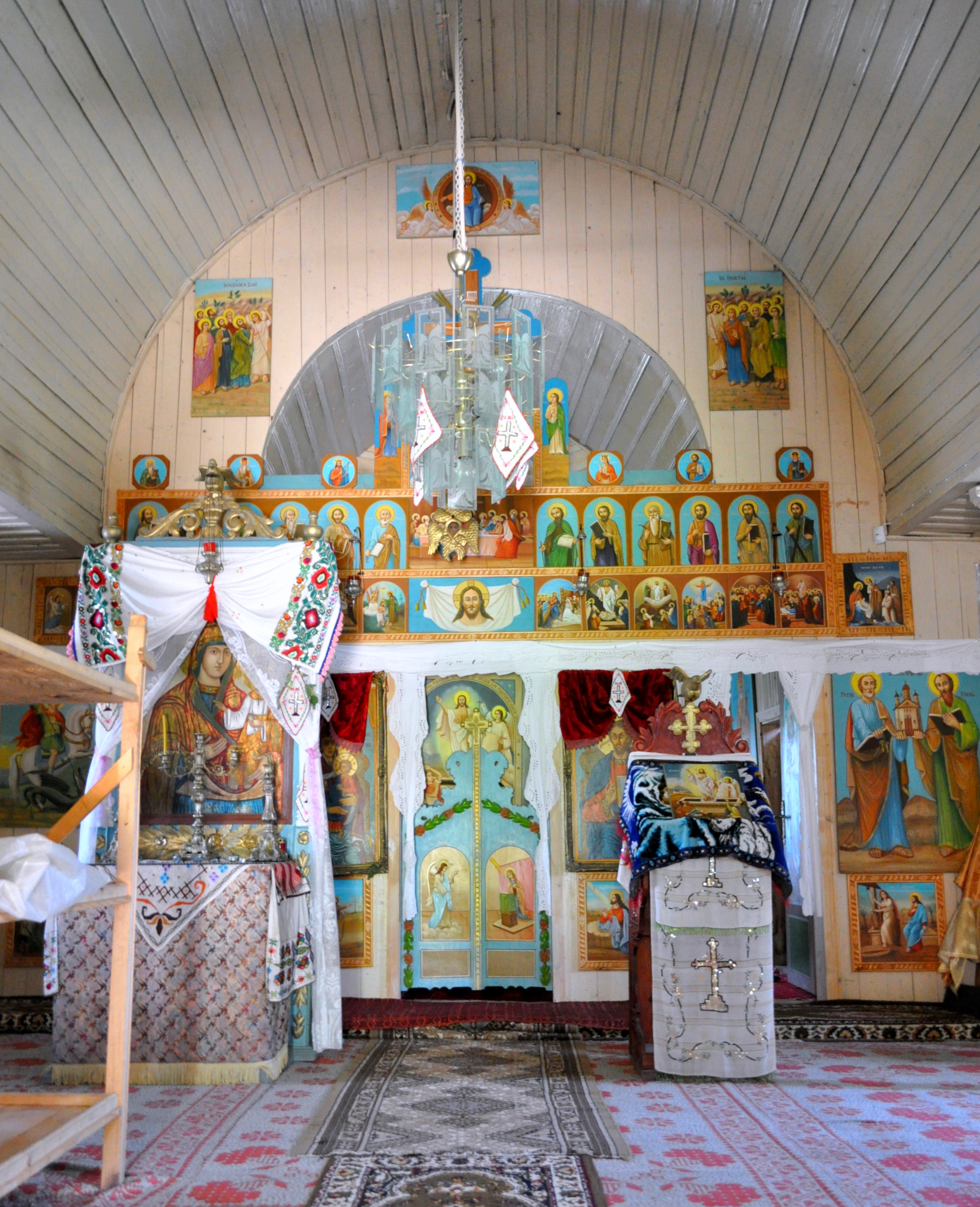
Biserica de lemn